# Крамер, Адольф Бернгард
Адольф Бернгард Крамер (нем. Adolf Bernhard Cramer; 1706—1734) — адъюнкт петербургской академии наук; историк.

## Биография
Родился в 1706 году в Херфорде (Вестфалия).
Приехал в Россию в 1725 году вместе с Христианом Мартини и вначале числился студентом, а с 1732 года — адъюнктом. В 1726—1729 годах преподавал в Академической гимназии. С 1729 года был сотрудником газетной экспедиции: осуществлял надзор за типографией академии наук, ввёл рубрику «новые книги» и начал публиковать краткие научные сообщения (рубрика «Научные дела»); редактировал газету «St. Petersburgische Zeitung» с лета 1730 года.
Помогал академику Миллеру при издании его «Sammlung Russischer Geschichte».
Изучал историю России и Остзейского края.
Умер в ноябре 1734 года. Миллер сообщил любопытную вещь о смерти Крамера:

У Крамера была ещё жива мать в Любеке, которая уведомляла его в одном письме, что в указанную ею ночь и час видела страшный сон и что, вследствие того, разстроилось ея здоровье, почему она просила сына немедленно уведомить о себе и пр. Когда письмо это пришло в Петербург и было распечатано одним из друзей покойного, то оказалось, что в эту самую ночь и в этот самый час, которые были указаны матерью, скончался сын… Можно верить или не верить подобным вещам, но оне стоют того, чтобы быть замеченными.— Пекарский П. П. История императорской Академии наук… — С. 493